# Wilhelm Bing
Wilhelm Bing (* 12. November 1943 in Korbach) ist ein deutscher Verleger und Journalist.
Er studierte Volkswirtschaftslehre in Marburg und Berlin und promovierte 1969 zum Dr. rer. pol. Er ist verheiratet mit  Stephanie Bing, geb. Bestehorn.
Er war langjähriger Verleger und Chefredakteur der Waldeckischen Landeszeitung in Korbach. Ab 1975 war er Mitglied des Vorstands des Verbands Hessischer Zeitungsverleger (VHZV), darunter von 1993 bis 2003 als stellvertretender Vorsitzender. Von 1980 bis 2003 war er zudem Mitglied der Delegiertenversammlung des Bundesverbands Deutscher Zeitungsverleger (BDZV). Von 1979 bis 1984 war er Beiratsmitglied und von 1984 bis 1988 Mitglied des Aufsichtsrats der STANDORTPRESSE, Bonn. Er war stellvertretender Vorsitzender des Beirats der NEUE MEDIEN GmbH (1981) und stellvertretender Vorsitzender der Gesellschafterversammlung der RTL Plus Hessen TV GmbH (1980).
Von 1985 bis 2004 war er Mitglied des ZDF-Fernsehrats und Mitglied des Aufsichtsrats der Deutschen Presse-Agentur (dpa).
Er ist Mitbegründer des landesweiten hessischen Privatsenders Radio Tele FFH, Bad Vilbel, und war seit Gründung im Jahr 1988 bis Mai 2016 Vorsitzender der Gesellschafterversammlung und des Gesellschafterausschusses.
Er ist Mitbegründer des landesweiten thüringischen Privatsenders ANTENNE THÜRINGEN, Weimar, und seit der Gründung 1992 Mitglied und zeitweise Vorsitzender der Gesellschafterversammlung und des Gesellschafterausschusses.
Er war von 1979 bis 2003 Vorsitzender des Regionalausschusses für den Kreis Waldeck-Frankenberg der Industrie- und Handelskammer Kassel und von 2000 bis 2004 Mitglied des Präsidiums.
Er war von 1986 bis 2001 Mitglied des Verwaltungsrats des Marburger Universitätsbundes, von 1989 bis 2006 stellvertretender Vorsitzender des Kuratoriums der Sparkassenstiftung Waldeck, Mitglied des Kuratoriums der Hessischen Verwaltungs- und Wirtschaftsakademie Kassel (1990) und Gründungspräsident des Lionsclubs Korbach-Arolsen (1971).

## Ehrungen
- 2004: Verdienstkreuz 1. Klasse der Bundesrepublik Deutschland